# Elefant africà de bosc
L'elefant africà de bosc (Loxodonta cyclotis) és una espècie d'elefant africà. Fins fa poc, se la considerava una subespècie de l'elefant africà de sabana; tanmateix, les anàlisis d'ADN han demostrat que és possible que hi hagi tres espècies vivents d'elefant: els dos elefants africans, considerats sovint com a poblacions diferents d'una mateixa espècie; i l'elefant asiàtic. Tanmateix, no totes les autoritats consideren que la informació actualment disponible sigui suficient per subdividir l'elefant africà en dues espècies.